# Basque pelota na Letnich Igrzyskach Olimpijskich 1992
Wyniki zawodów w pelocie, które zostały rozegrane podczas LIO 1992 w Barcelonie. Zawody odbywały się w dniach 25 lipca – 5 sierpnia 1992 w hali La Vall d'Hebron. Turniej był zawodami pokazowymi.

## Zwycięzcy
| Konkurencja                            | 1. miejsce:                           | 2. miejsce:                              | 3. miejsce:                               |
| -------------------------------------- | ------------------------------------- | ---------------------------------------- | ----------------------------------------- |
| Basket-pelota (54 m)                   | Konpa, Atain, Celaya, Oianguren       | Bordes, Etcheberry, Etchalus, Abadoberry | Valdes Brothers, Ugartechea               |
| Frontenis, Mężczyźni (30 m)            | Salazar Brothers                      | Gonzalez, Anduiza                        | Velasco, Fite, Font, Roig                 |
| Frontenis, Kobiety (30 m)              | Flores, Muñoz                         | Navarrete, Palacios, Ortiz, Martinez     | Sabalza, Rollet, Claverie, Celan          |
| Pelota ręczna - gra podwójna (Trinket) | Saldaña Brothers, Santamaria, Zea     | Goñi, Larrañaga, Choperena, Ruiz         | Muscarditz, Cotabarren, Sallaberry, Falxa |
| Paleta skórzana (Trinket)              | Elortondo, Abadia, Bizzozero          | Mendiluce, Altadill, Ubanell, Egaña      | Arenas, Cambos, Cazemayor, Petrissans     |
| Paleta gumowa (Trinket)                | Ross Brothers, Romano, Miró           | Lissar, Lasalle, Amadoz                  | Irizar, Pagoaga, Sagarzazu, Eguinoa       |
| Pelota ręczna - gra pojedyncza (36 m)  | Beloki, Baceta                        | Hirigoyen, Muguida                       | Quesada, López Carrillo                   |
| Pelota ręczna - gra podwójna (36 m)    | Lujambio, Balerdi, Balanza, Fernández | Juzan, Mutuberria, Bergara, Espil        | Vera, Olivos, Izquierdo                   |
| Paleta skórzana (36m)                  | Insausti, Juan Pablo, Tejada, Huros   | Iniestra, Musi, Aguirre, Mercadillo      | Filippo, Huete, Canut, Elortondo          |
| Krótki kij (36 m)                      | Daniel, Gárrido, Hernández, Araujo    | Iniestra, Musi, Medina                   | González R., González V.                  |

## Tabela medalowa[1]
| Poz. | Państwo   | Złoto: | Srebro: | Brąz: | Łącznie |
| ---- | --------- | ------ | ------- | ----- | ------- |
| 1    | Hiszpania | 5      | 3       | 2     | 10      |
| 2    | Meksyk    | 3      | 2       | 2     | 7       |
| 3    | Argentyna | 2      | 0       | 1     | 3       |
| 4    | Francja   | 0      | 4       | 3     | 7       |
| 5    | Kuba      | 0      | 1       | 2     | 3       |